# Thossen
Thossen ist ein Ortsteil von Weischlitz im Vogtlandkreis in Sachsen. Er wurde am 1. Januar 1974 in die Gemeinde Reuth eingemeindet, die am 1. Januar 2017 zur Gemeinde Weischlitz kam.

## Geographie

### Lage und Verkehr
Thossen befindet sich im Nordwesten von Weischlitz und östlich von Reuth am Schönlinder Burgbach, der über den Rosenbach in die Weiße Elster entwässert. Südlich des Orts liegt der 558 m hohe Wartberg in einem Naturschutzgebiet. Die S 311 verbindet Thossen mit Reuth und Weischlitz. Thossen liegt im Westen des Vogtlandkreises und im sächsischen Teil des historischen Vogtlands. Geografisch liegt der Ort im Südwesten des Naturraums Vogtland (Übergang von Thüringer Schiefergebirge ins Mittelvogtländische Kuppenland).
Der Ort ist mit der vertakteten RufBus-Linie 47 des Verkehrsverbunds Vogtland an Weischlitz, Reuth und Plauen angebunden. Zudem verkehrt einmal täglich die KomBus-Linie 163 zwischen Hirschberg und Plauen.

### Nachbarorte
| Reuth     | Tobertitz                                   |            |
| Schönlind | Kompassrose, die auf Nachbargemeinden zeigt | Rodersdorf |
|           | Dehles                                      |            |

## Geschichte
Thossen wurde im Jahr 1328 erstmals erwähnt. Bereits um 1220 wurde die St.-Martins-Kirche des Orts errichtet. 1506 schrieb man „Tosszen“ und 1590 „Toßen“. Das Straßenangerdorf Thossen war der Stammsitz der Familie der Tosse. Bezüglich der Grundherrschaft gehörte Thossen im 16. Jahrhundert anteilig zum Rittergut Reuth und als Amtsdorf zum Amt Plauen. Im 18. Jahrhundert unterstand der Ort anteilig dem Rat zu Plauen, den Rittergütern Kloschwitz und Rodersdorf und als Amtsdorf dem Amt Plauen. Thossen gehörte bis 1856 zum kursächsischen bzw. königlich-sächsischen Amt Plauen. 1856 wurde der Ort dem Gerichtsamt Plauen und 1875 der Amtshauptmannschaft Plauen angegliedert.
Durch die zweite Kreisreform in der DDR kam die Gemeinde Thossen im Jahr 1952 zum Kreis Plauen-Land im Bezirk Chemnitz (1953 in Bezirk Karl-Marx-Stadt umbenannt). Am 1. Januar 1974 wurde Thossen nach Reuth eingemeindet. Als Ortsteil von Reuth gehörte Thossen ab 1990 zum sächsischen Landkreis Plauen, der 1996 im Vogtlandkreis aufging. Am 1. Januar 2017 wurde die Gemeinde Reuth mit Thossen und allen anderen Ortsteilen nach Weischlitz eingemeindet.

## Sehenswürdigkeiten
Zu den Sehenswürdigkeiten des Ortes zählt die Kirche von Thossen.